# Gravité Jackiw–Teitelboim
Le modèle R=T, également connu sous le nom de gravité Jackiw–Teitelboim, est un modèle de physique théorique faisant intervenir un espace-temps d'une dimension d'espace et d'une dimension de temps (1+1D) avec un dilaton. Il doit son nom aux chercheurs Roman Jackiw et Claudio Teitelboim. 
Il ne doit pas être confondu, avec d'autres modèles 1+1D tels le modèle CGHS ou la gravité Liouville. 

## Formalisme
L'action du modèle est donnée par :
{\displaystyle S={\frac {1}{\kappa }}\int d^{2}x\,{\sqrt {-g}}\left[-R\Phi -{\frac {1}{2}}g^{\mu \nu }\nabla _{\mu }\Phi \nabla _{\nu }\Phi -\Lambda +\kappa {\mathcal {L}}_{\text{mat}}\right]}
où Φ est le dilaton et {\displaystyle \nabla _{\mu }} indique la dérivée covariante.
L'équation du mouvement est :
{\displaystyle R-\Lambda =\kappa T}
Dans cette situation, la métrique peut mener beaucoup plus facilement à des solutions analytiques que le cas 3+1D, bien que des solutions aient été trouvées également dans cette situation.